# Fuentes de Nava
Fuentes de Nava est une commune espagnole de la province de Palencia, dans la communauté autonome de Castille-et-León.

## Histoire
Elle a porté aussi le nom de Fuentes de don Bermudo.